# Seattle Sasquatch
I Seattle Sasquatch furono una franchigia pallavolistica maschile statunitense, con sede ad Auburn (Washington): militavano in NVA.

## Storia
I Seattle Sasquatch vengono fondati nel 2022, come franchigia di nuova espansione della NVA. Nel 2023 cessano le proprie attività dopo appena un'annata nella lega.